# 17. pařížský obvod
17. pařížský obvod (francouzsky: 17e arrondissement de Paris) též nazývaný obvod Batignolles-Monceaux (Arrondissement des Batignolles-Monceaux) je městský obvod v Paříži. Název obvodu je odvozen od jména bývalé vesnice Batignolles-Monceau, která byla v roce 1860 připojena k Paříži. V obvodě sídlí značný počet ambasád a konzulátů (Arménie, Belgie, Bosna a Hercegovina, Dominikánská republika, Guatemala, Haiti, Kapverdy, Libérie, Litva, Mauricius, Mosambik, Nepál, Rwanda, Togo).

## Poloha
17. obvod leží na pravém břehu řeky Seiny. Na jihu hraničí se 16. obvodem (jejich hranici tvoří avenue de la Grande Armée), na západě jej boulevard périphérique odděluje od předměstí Neuilly-sur-Seine, Levallois-Perret a Clichy a na severu od Saint-Ouen. Na východě tvoří hranici s 18. obvodem avenue de Saint-Ouen a na jihovýchodě sousedí s 8. obvodem (avenue de Wagram, Boulevard de Courcelles a boulevard des Batignolles).

## Demografie
V roce 2006 měl obvod 161 327 obyvatel a hustota zalidnění činila 28 453 obyvatel na km². V roce 1999 v obvodu žilo 160 860 obyvatel, což představovalo 7,4 % pařížské populace.
| Rok sčítání | Počet obyvatel | Hustota zalidnění (ob./km²) |
| ----------- | -------------- | --------------------------- |
| 1954        | 231 987        | 40 922                      |
| 1962        | 227 687        | 40 164                      |
| 1968        | 210 299        | 37 096                      |
| 1975        | 186 293        | 32 862                      |
| 1982        | 169 513        | 29 902                      |
| 1990        | 161 935        | 28 565                      |
| 1999        | 161 138        | 28 375                      |
| 2006        | 161 327        | 28 453                      |

## Politika a správa
Radnice 17. obvodu se nachází v ulici rue des Batignolles. Současným starostou je od roku 2008 za Unii pro lidové hnutí (UMP).
17. obvod má v pařížské městské radě 13 zástupců. Od roku 2008 jimi jsou:
- za koalici UMP/Nouveau Centre: Françoise de Panafieu, Hervé Benessiano, Catherine Dumas, Jean-Didier Berthault, Brigitte Kuster, Richard Stein, Laurence Douvin, Jérôme Dubus, Fabienne Gasnier, Thierry Coudert
- za koalici PS/PCF/MRC/Zelení: Annick Lepetit, Patrick Klugman, Isabelle Gachet

## Městské čtvrti
Tento obvod se dělí na následující administrativní celky:
- Quartier des Ternes
- Quartier de la Plaine-de-Monceaux
- Quartier des Batignolles
- Quartier des Épinettes

Podle oficiálního číslování pařížských městských čtvrtí mají tyto čtvrtě čísla 65–68.

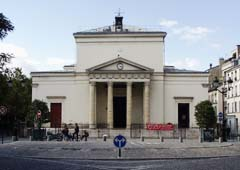
Sainte-Marie-des-Batignolles

## Pamětihodnosti
Církevní stavby:
- Kostel Panny Marie Soucitné – kostel z roku 1843
- Kostel Saint-Charles-de-Monceau
- Kostel Saint-Ferdinand-des-Ternes – výstavba kostela v neobyzantském slohu začala v roce 1937 a byla dokončena až roku 1957
- Kostel Saint-Joseph-des-Épinettes – kostel z roku 1910
- Kostel Saint-Michel des Batignolles
- Kostel Sainte-Marie des Batignolles – historická památka z let 1828–1851
- Kostel svaté Otýlie – historická památka z let 1935–1946
- Protestantský kostel v Batignolles – kostel z let 1895–1898
- Protestantský kostel Étoile – kostel z roku 1874

Ostatní zajímavosti:
- Palais des congrès de Paris – Pařížský kongresový palác z let 1970–1974, v roce 1998 renovován, v paláci se předává francouzská filmová cena César

Zajímavá prostranství:
- Parc Monceau

## 17. obvod v kultuře
Ve filmu Paris je t'aime je 17. obvodu věnována desátá povídka Parc Monceau, kterou režíroval Alfonso Cuarón.